# Уто, Сюмпэй
Сюмпэй Уто (яп. 鵜藤 俊平 Уто: Сюмпэй, 1 декабря 1918 -) — японский пловец, призёр Олимпийских игр.
Родился в посёлке Дайто уезда Огаса префектуры Сидзуока (ныне — территория города Какегава); окончил Университет Риккё.
В 1936 году на Олимпийских играх в Берлине Сюмпэй Уто завоевал серебряную олимпийскую медаль на дистанции 400 м вольным стилем и бронзовую — на дистанции 1500 м вольным стилем. Последний живущий  призёр ОИ-1936.